# 查尔斯·罗登·巴克斯顿
查尔斯·罗登·巴克斯顿（1875年11月27日—1942年12月16日）是一位英国作家和慈善家，曾任剑桥大学辩论社主席，激进的英国自由党政治家，后来加入工党，主要作品有《土耳其革命：1908-1909》（Turkey in Revelution:to the ottoman committee of union and progress a tribute of adminration）等。